# Lohe (Nürnberg)
Lohe ([ˈloːə] ) ist seit 1923 ein Stadtteil der kreisfreien Stadt Nürnberg und bildet mit Almoshof den Statistischen Bezirk 75.

## Geographie
Das ehemals eigenständige Dorf Lohe liegt im Norden Nürnbergs im Knoblauchsland und wird im Osten durch die Flughafenstraße, im Süden durch die Marienbergstraße und im Norden vom Nürnberger Flughafen begrenzt. Nachbarorte sind Kleinreuth hinter der Veste im Süden und Almoshof im Westen, mit dem Lohe baulich zusammengewachsen ist.

## Geschichte
Der Ort geht auf eine Rodung durch die Herren von Stein zurück, gehörte später den Nürnberger Burggrafen und wurde 1427 unter das Amt der Veste gestellt. Im Ersten Markgrafenkrieg wurde das Dorf zerstört.
Das Hochgericht stand der der Reichsstadt Nürnberg zu und wurde vom Oberamt Baiersdorf ausgeübt. Die Dorf- und Gemeindeherrschaft und die Grundherrschaft hatten beide Linien der Tucher inne.
1796 wurde Lohe unter die Verwaltung Preußens gestellt und 1810 an das Königreich Bayern übergeben. Ab 1813 war es Teil des Steuerdistrikts Kraftshof und seit 1818 eine Ruralgemeinde, die am 1. November 1923 nach Nürnberg eingemeindet wurde.

## Verkehr
Über die Loher- und Almoshofer Hauptstraße ist Lohe mit der Bundesstraße 4 verbunden, erschlossen wird es mit den Stadtbuslinien 22, 32 und 33.